# Saint-Martial-de-Vitaterne
Saint-Martial-de-Vitaterne är en kommun i departementet Charente-Maritime i regionen Nouvelle-Aquitaine i västra Frankrike. Kommunen ligger  i kantonen Jonzac som ligger i arrondissementet Jonzac. År 2022 hade Saint-Martial-de-Vitaterne 549 invånare.

## Befolkningsutveckling
Antalet invånare i kommunen Saint-Martial-de-Vitaterne
Referens:INSEE